# The Pioneers (película de 1916)
Los Pioneros es una 1916 película muda australiana  dirigidos por Franklyn Barrett. La película está basada en la novela debut de Katharine Susannah Prichard quien ganó £250 en una competición literaria en 1915. Es considerada como una película perdida .
Posteriormente, fue filmdo por Raymond Longford como The Pioneers (1926).

## Parcela
Un condenado, Dan Farrel, escapada de la Tierra de Van Diemen y se pide piedad de una pareja de agricultores, Mary y Donald Cameron. Los años pasan y Dan se convierte en un profesor de escuela. Se casa y tiene una hija, Dierdre, pero su esposa muere.
Dierdre crece y acuerda casarse con el dueño de un pub local, McNab, para evitar que revele que Dan es un convicto. Sin embargo, McNab va a la policía y Dan es arrestado. Dierdre accidentalmente mata a McNab.

## Reparto
- Winter Hall como Dan Farrel
- Alma Rock Phillips como Deidre
- Lily Rochefort como Mary Cameron
- Charles Knight como Donald Cameron
- Fred St Clair como Davey Cameron
- Irve Hayman como Thad McNab
- Martyn Keith como Steve
- Fred Neilson como Luchando Conal
- Nell Aumentó como Jessie
- George Willougbhy
- Charles Villiers[3]

## Producción
La película fue rodada a principios de 1915 cerca de Gosford, y en un estudio de propiedad de Franklyn Barrett.

Rock Phillips de J. C. Williamson Ltd escribió que la película ushered un nivel nuevo de profesionalismo en el cine australiano:
Las producciones locales, hasta la fecha, con la excepción de, digamos, media docena, se han arruinado absolutamente por: actuación inferior, mal elenco y vestimenta descuidada. Eso es solo lo que se puede esperar cuando los que están a cargo de la parte financiera del negocio pagan tan poco por los servicios prestados, sin que exista ningún incentivo para que la mejor clase de 'profesionales' entre en este negocio. Cuando le ofrecen al artista capaz un salario justo acorde con su habilidad, entonces, y no hasta entonces, las películas hechas en Australia se mantendrán a la altura de las mejores del otro lado. . . El director de la última aventura australiana en el negocio del cine ha reconocido lo anterior en el rodaje. . . The Pioneers . . . Además de reunir a una compañía de actores conocidos, les está pagando los mejores salarios. El gasto es una consideración secundaria, el objetivo apunta a ser una historia uniforme y bien actuada.

## Recepción
Las reseñas fueron generalmente positivas.